# Rae McKaig
Sir John Rae McKaig KCB CBE (* 24. April 1922; † 7. Januar 1996) war ein Offizier der Royal Navy, der Flaggoffizier in Plymouth wurde.

## Leben
McKaig wurde an der Loretto School ausgebildet, trat 1939 der Royal Navy bei und kämpfte im Zweiten Weltkrieg. McKaig wurde zum stellvertretenden Chef der Polaris Executive ernannt, als diese 1963 gegründet wurde, und 1966 zum Kommandanten der HM Signal School. 1968 wurde er zum stellvertretenden Chef des Marinestabs (operative Anforderungen) ernannt, Flag Officer, Plymouth und Admiral Superintendent in Devonport 1970 und 1973 britischer Militärvertreter bei der NATO, bevor er 1976 in den Ruhestand ging.
Im Ruhestand wurde er Director bei Inchcape plc. Er lebte in Hambledon in Hampshire.
1945 heiratete er Barbara Dawn Marriott; sie hatten zwei Söhne und eine Tochter.